# Antoine Roux
Antoine Roux (Marsiglia, 1765 – Marsiglia, 1835) è stato un pittore francese specializzato in tele di soggetto navale.

## Carriera
Antoine Roux era figlio d'arte e nel corso della sua vita operò prevalentemente a Marsiglia. Iniziò passando il proprio tempo libero dipingendo, nonché come apprendista del padre Joseph Roux (1752-1793), idrografo e artista egli stesso. Antoine morì di colera a Marsiglia nel 1835.
Tutti i suoi figli seguirono le orme del padre nella pittura: Mathieu-Antoine (1799-1872); François Joseph Frédéric (1805–1870), detto Frédéric, apprendista di Horace Vernet; e il terzogenito, François Geoffroy (1811–1882), detto François, nominato Pittore ufficiale della Marina francese nel 1876.

## Collezioni
- Peabody Essex Museum a Salem, Massachusetts
- Il National Maritime Museum, Londra, Inghilterra
- La New York Public Library, USS President.[6]
- Il Mariners' Museum a Newport News, Virginia
- Il Musée National de la Marine a Parigi, Francia

## Galleria d'immagini

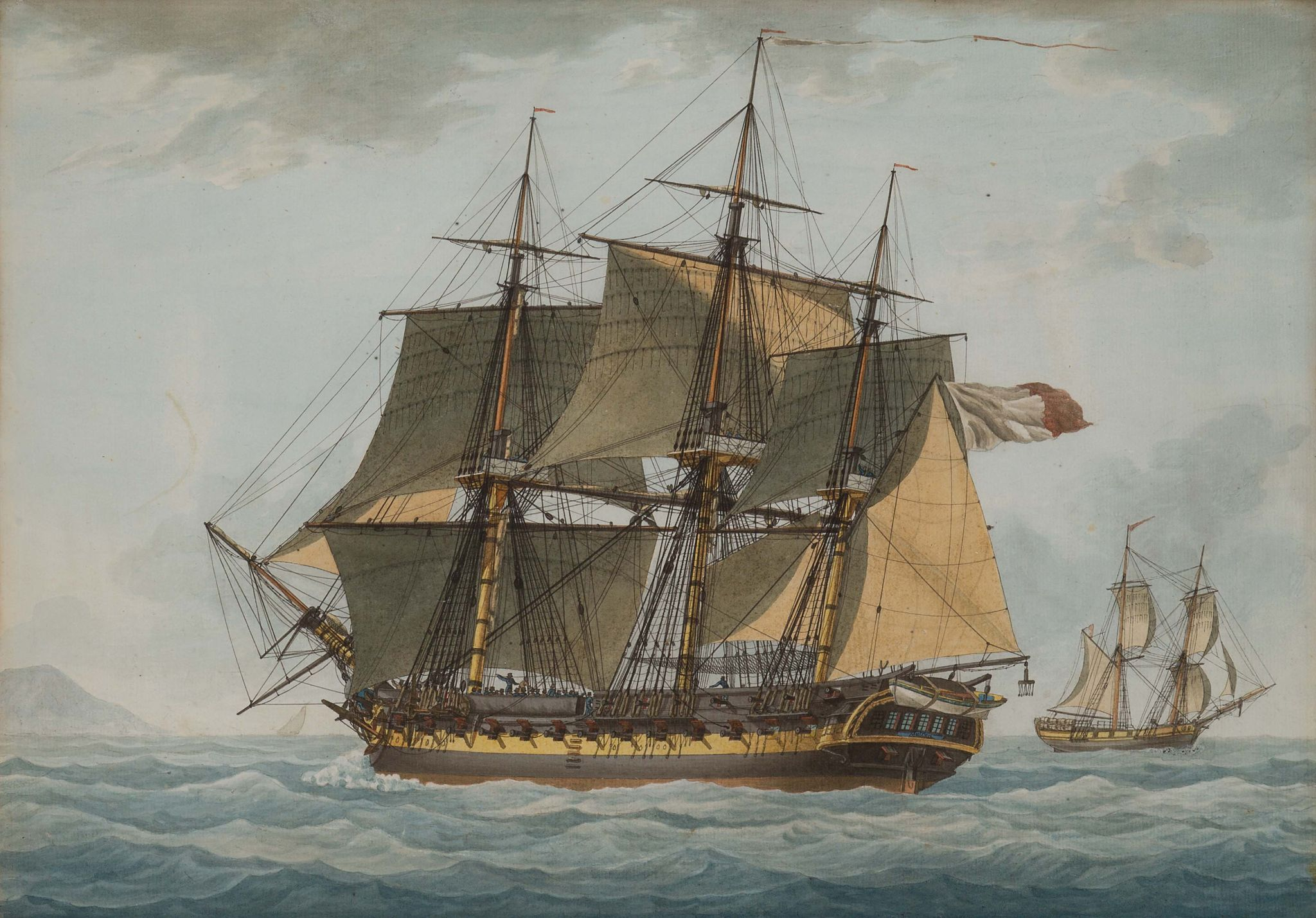
Fregata veneziana La Muiron battente bandiera francese
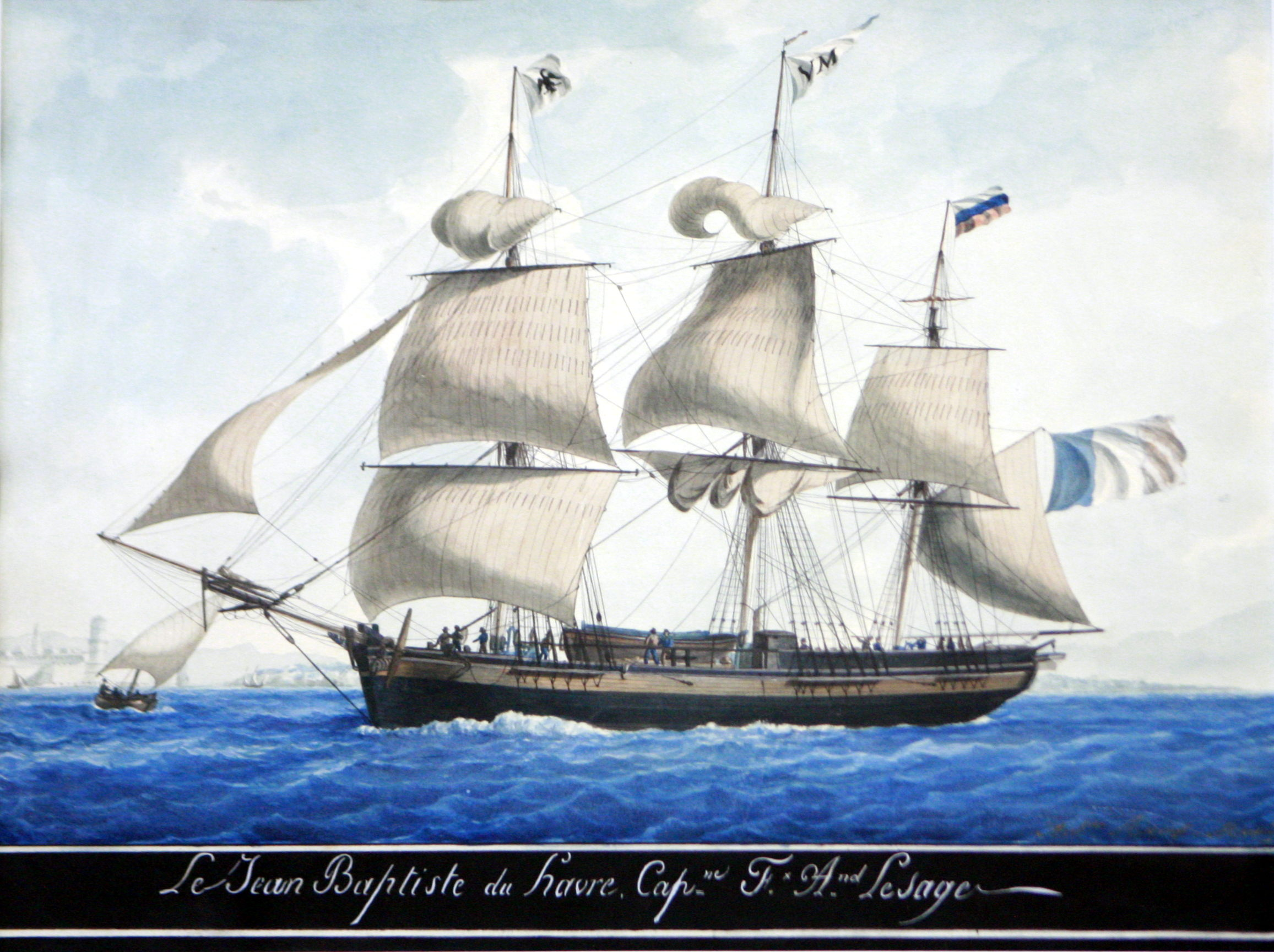
La Jean-Baptiste du Havre nel porto di Marsiglia
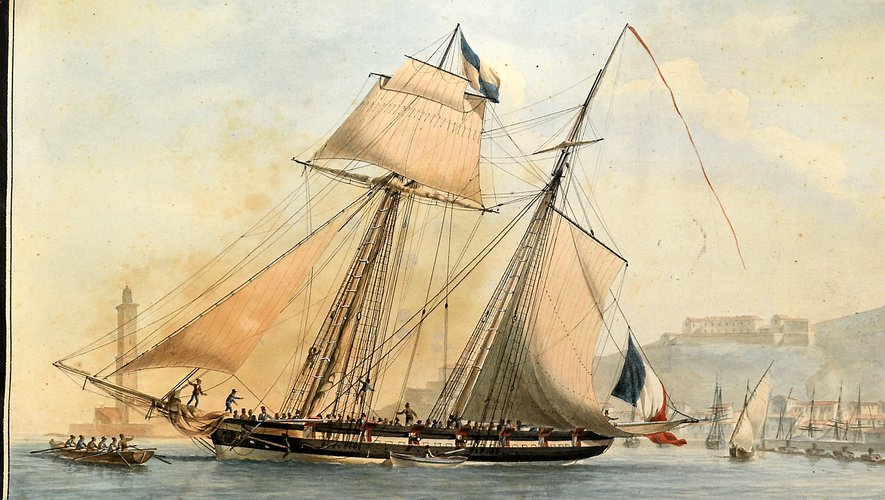
La Comtesse Emeriau esce dal porto di Sète
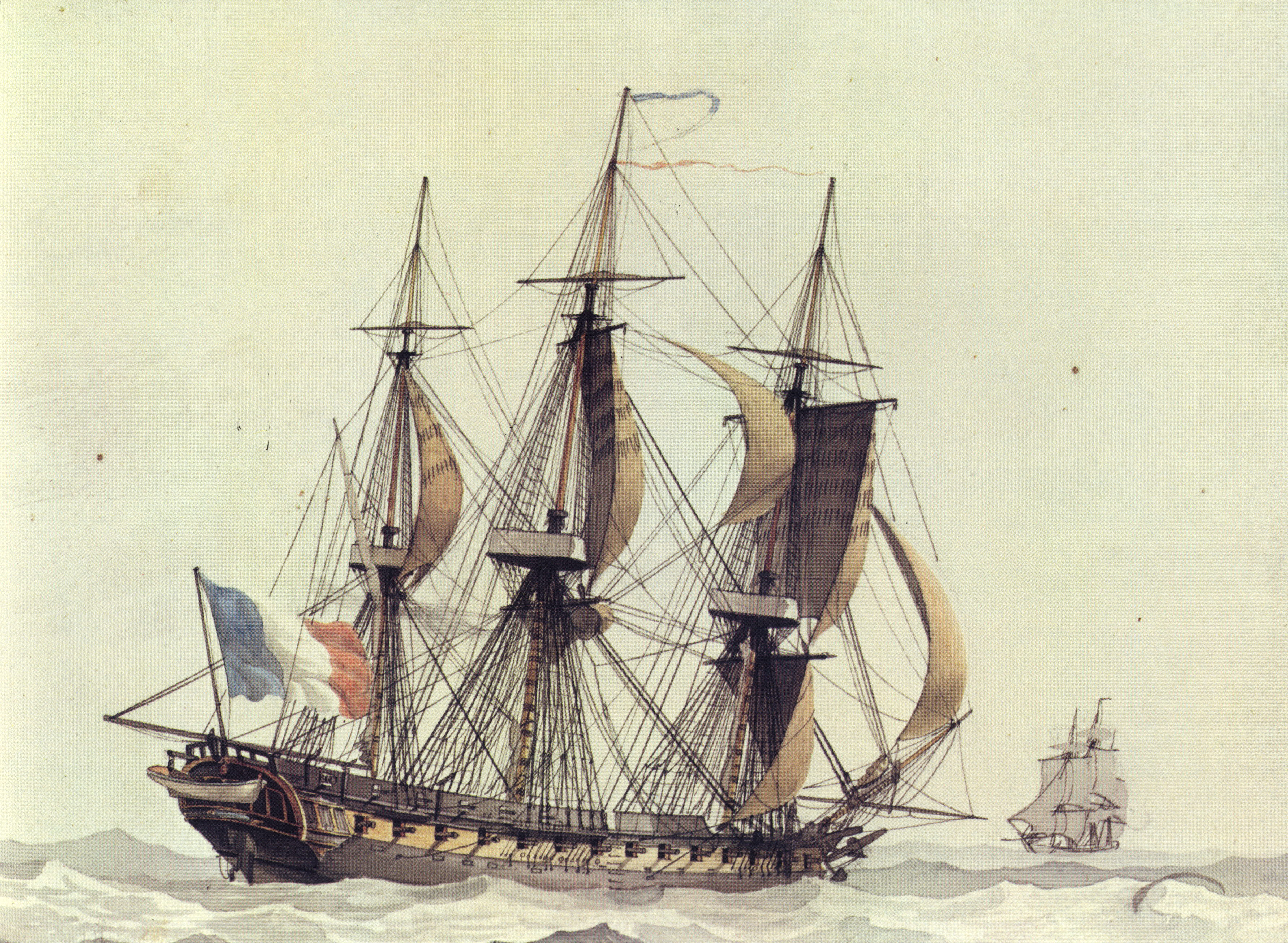
Fregata
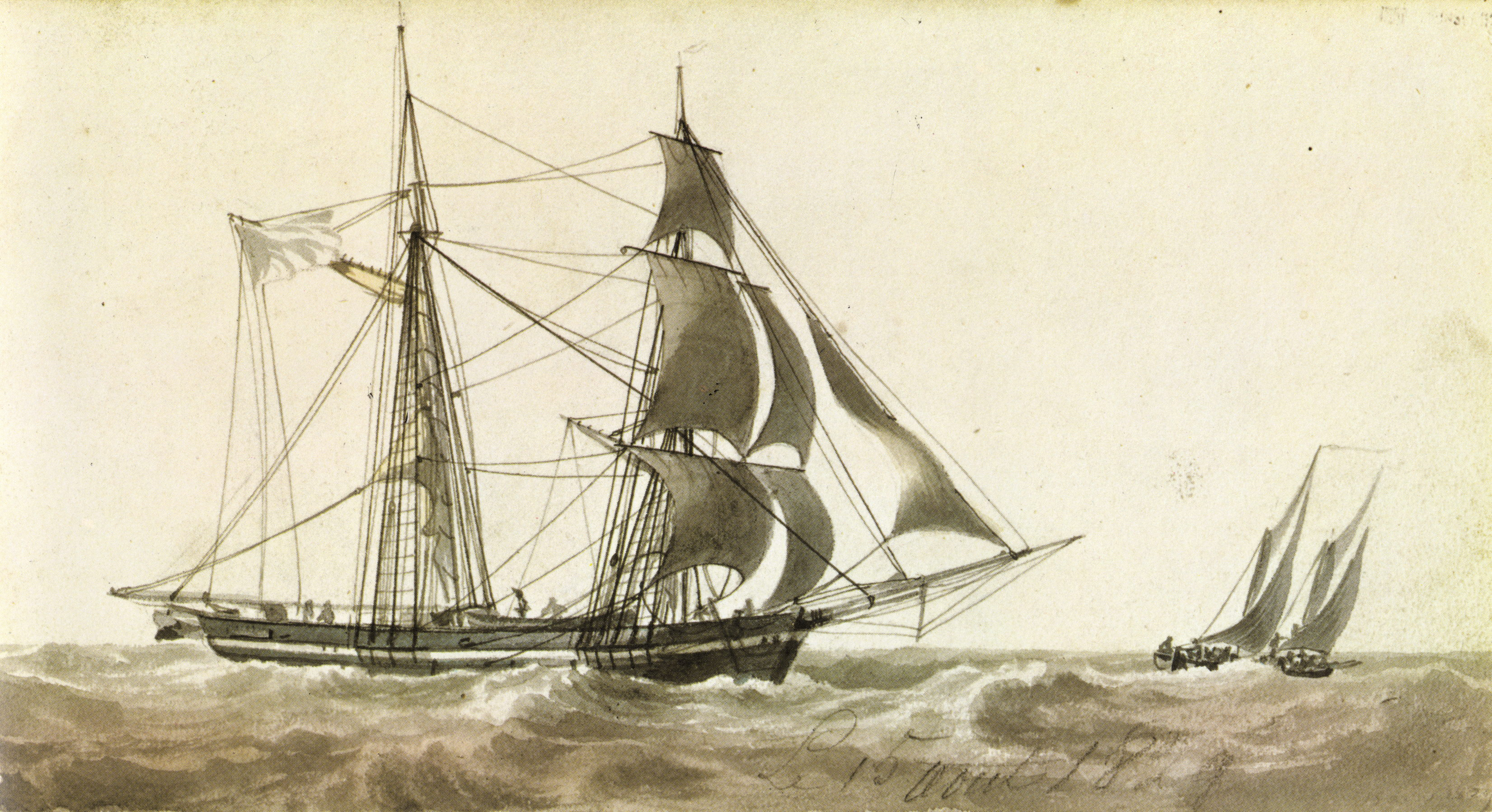
Brick-goletta
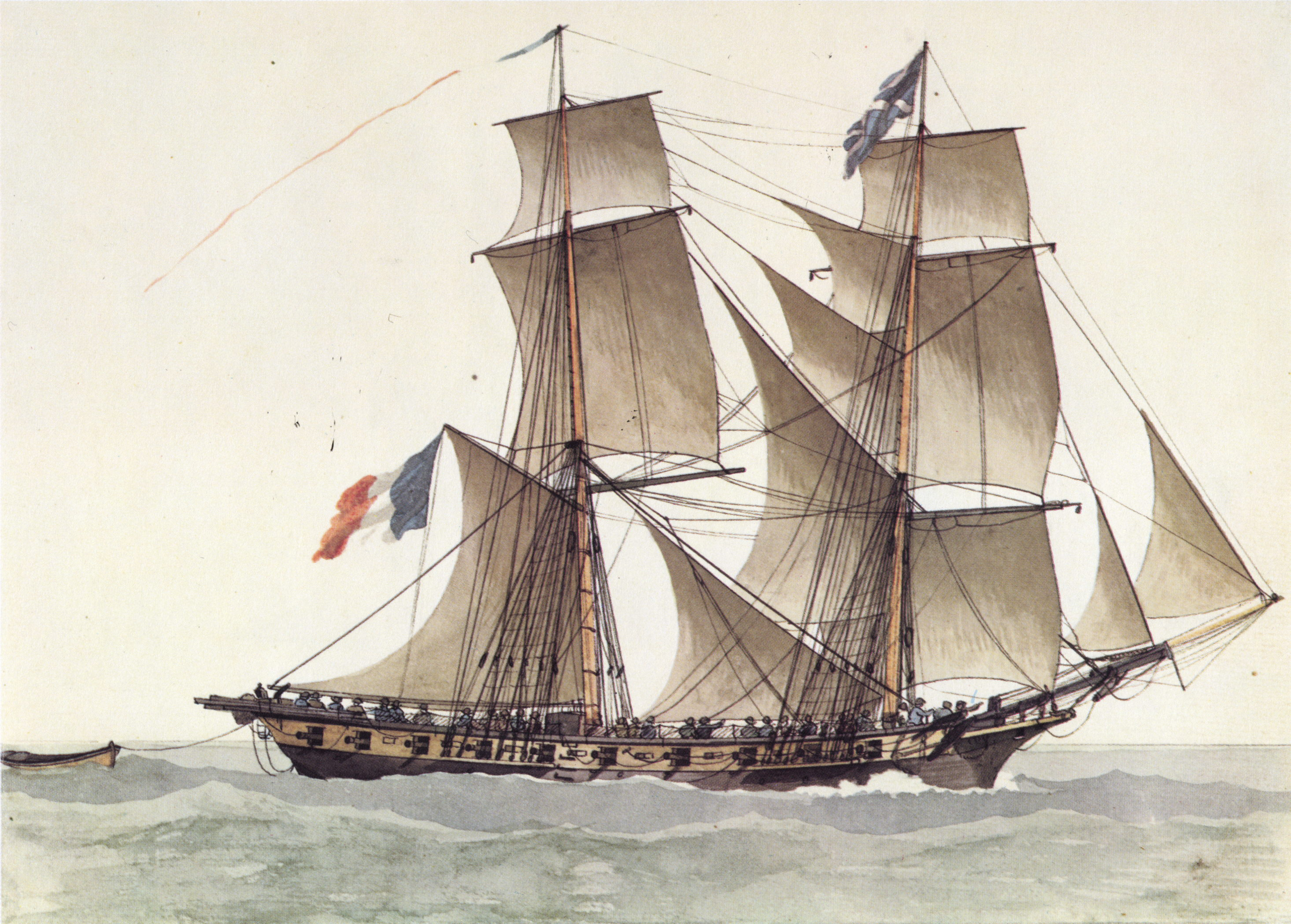
Il brigantino La Ligurienne
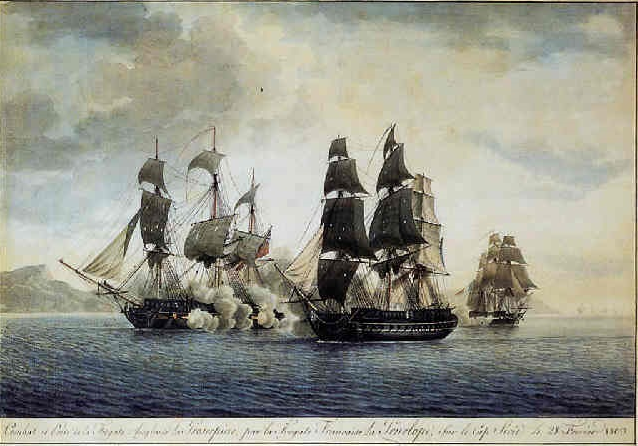
La cattura della HMS Proserpine da parte della Pénélope e della Pauline
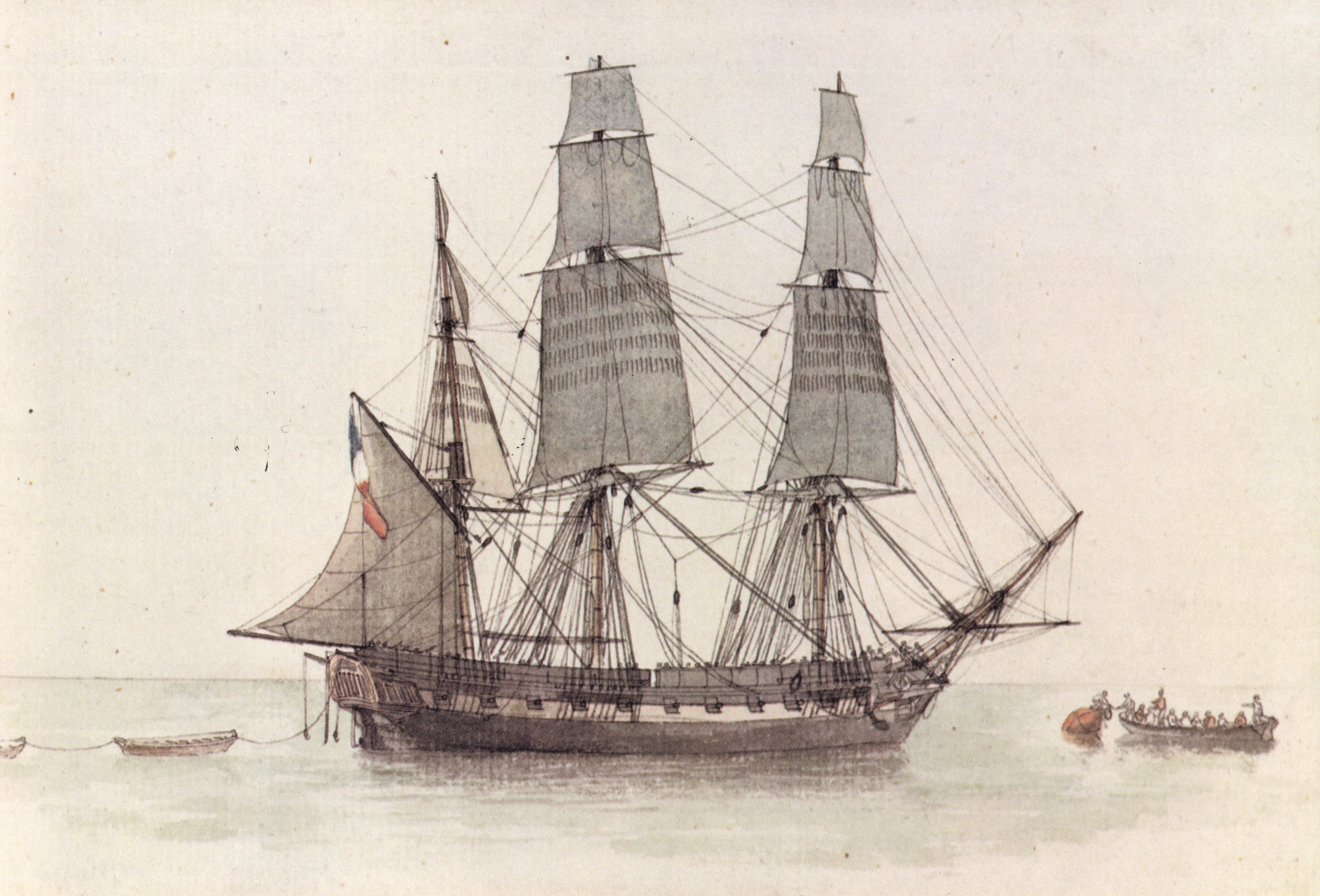
Corvetta
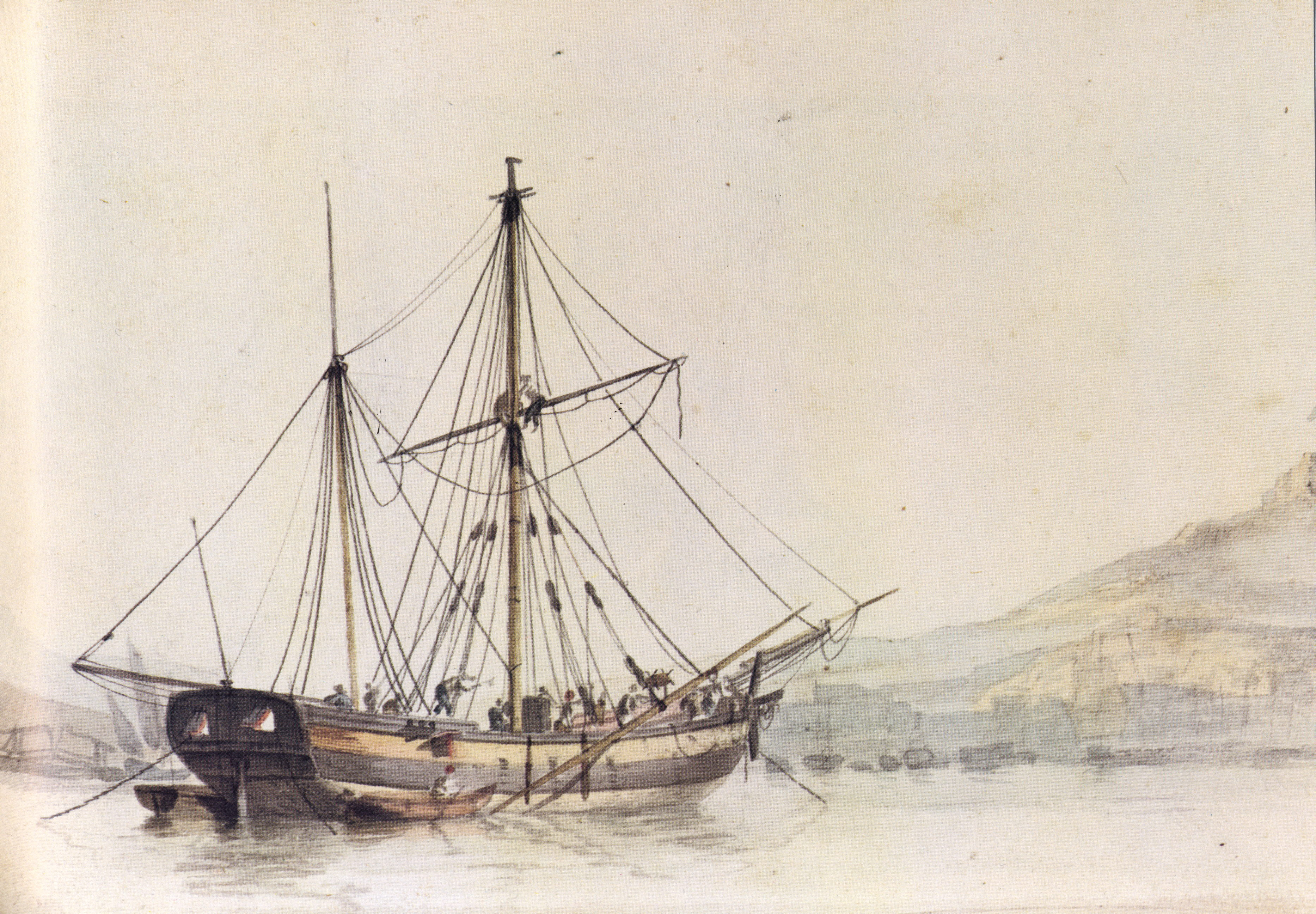
Nave bombarda
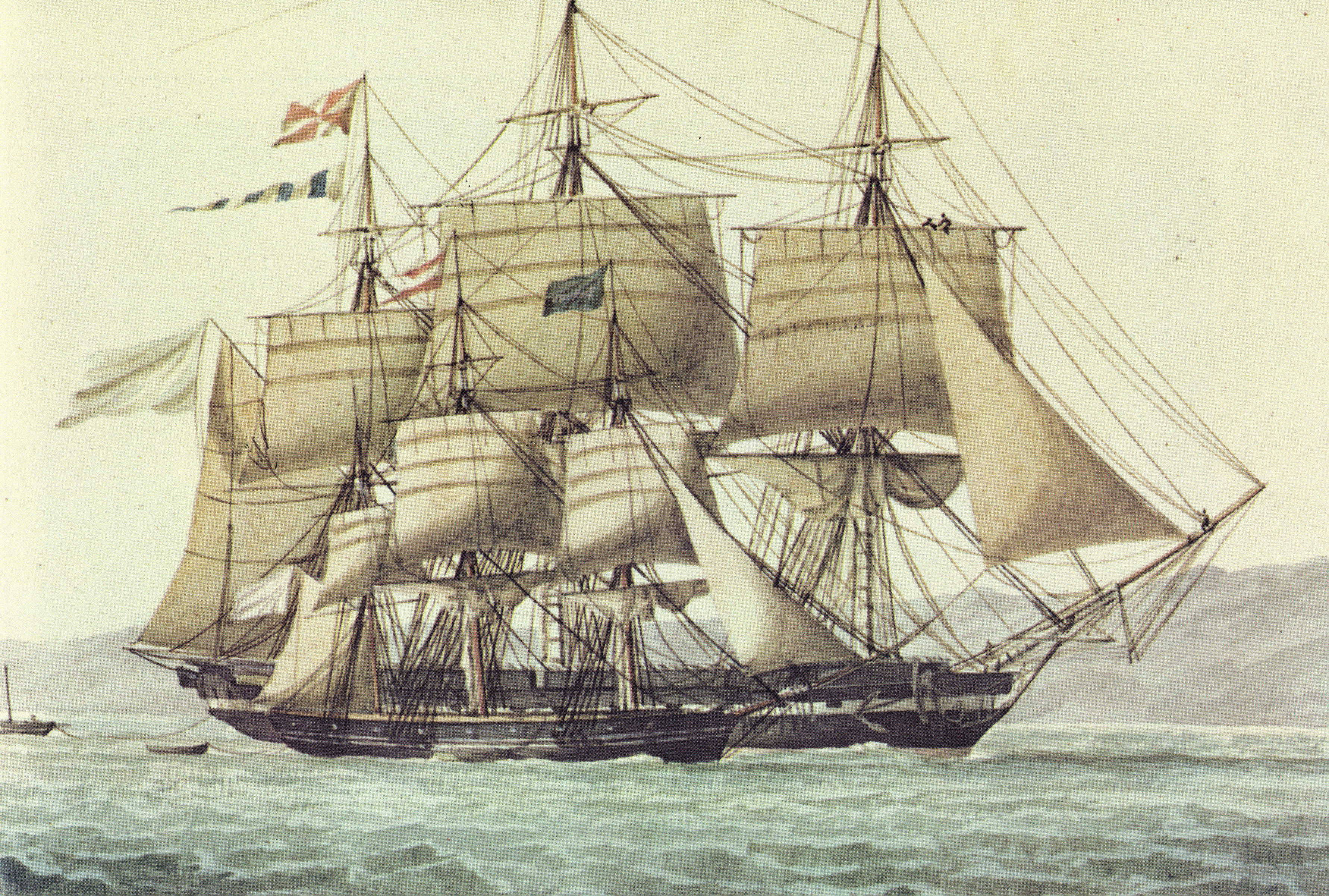
La Junon
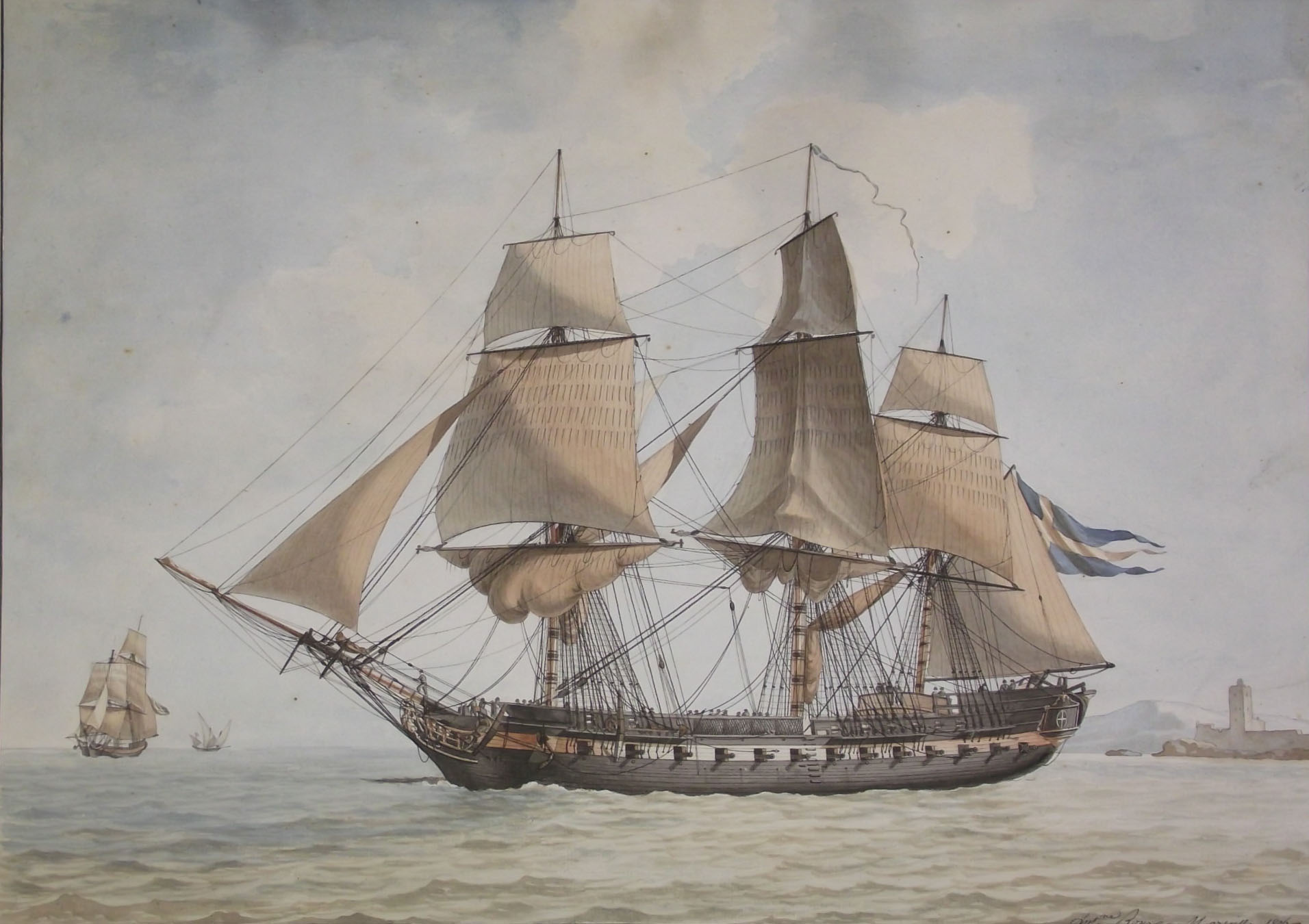
La Camilla, fregata svedese
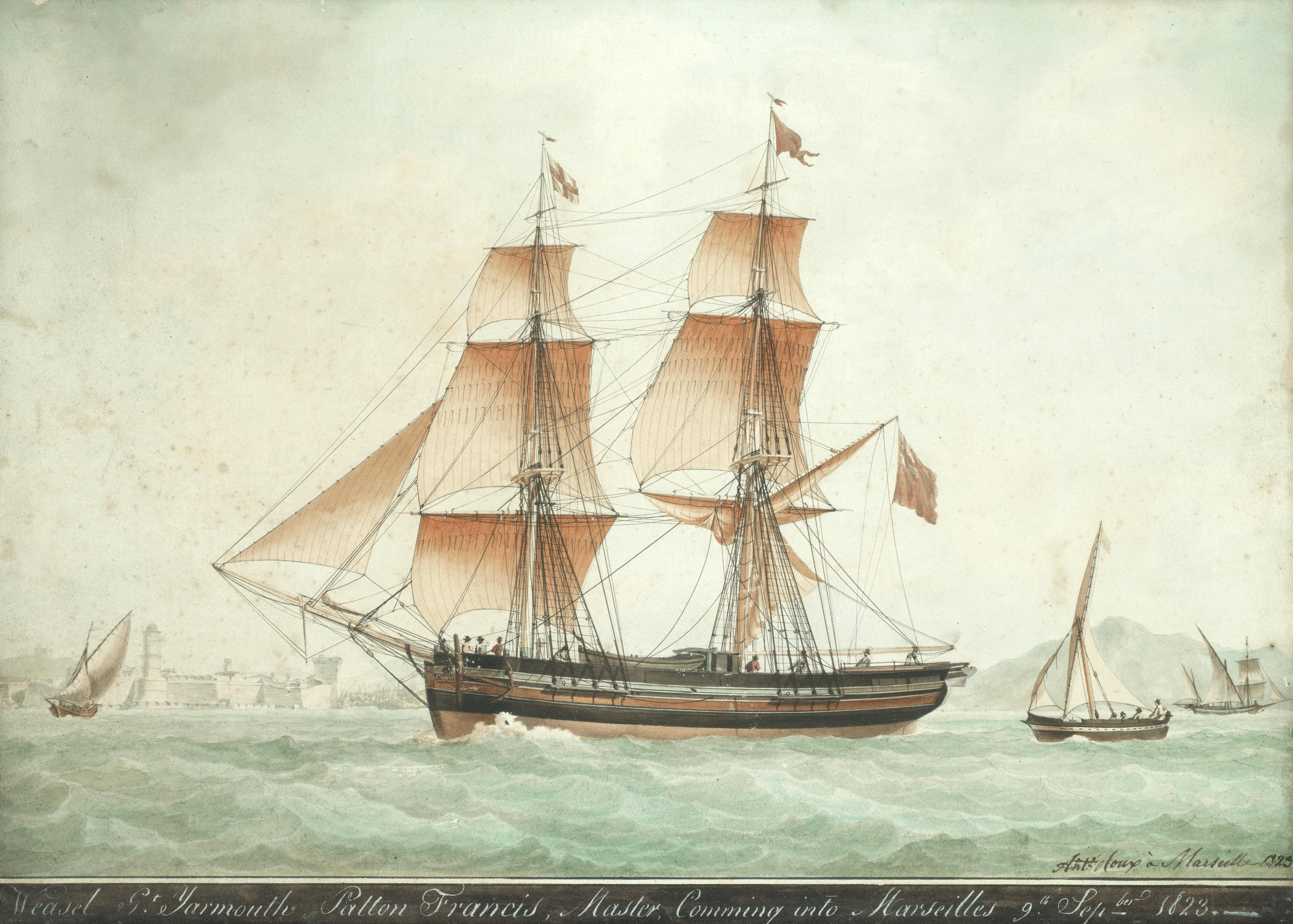
Il Weasel entra a Marsiglia
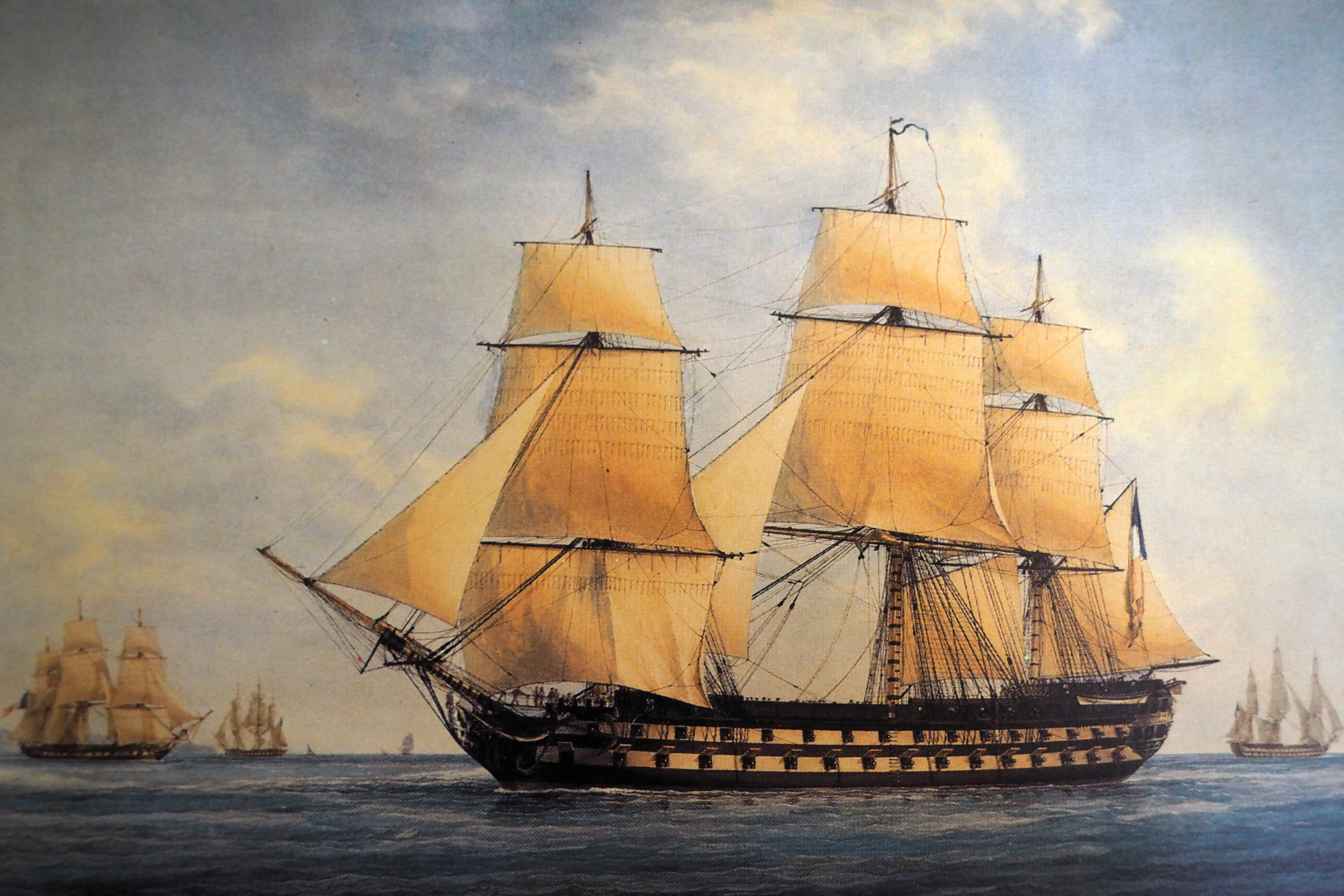
La Robuste
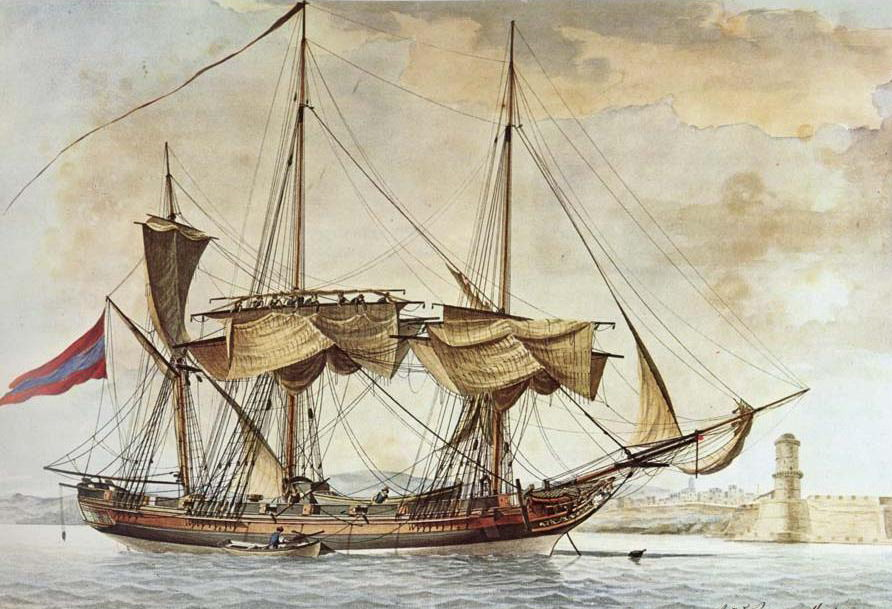
Polacca greco-ottomana
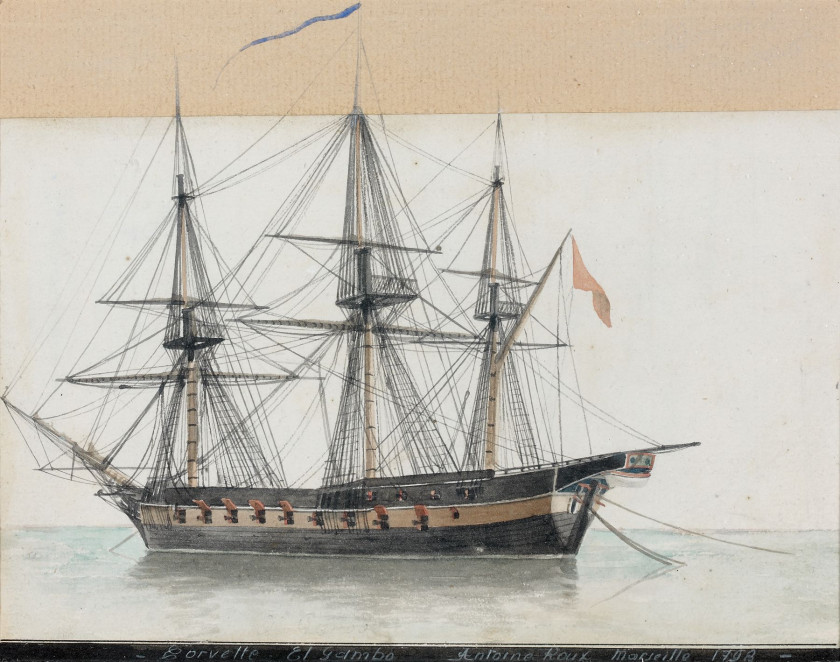
Lo sciabecco-fregata spagnolo El Gamo, 1798